# 呼応
| ウィキペディアには「呼応」という見出しの百科事典記事はありません（タイトルに「呼応」を含むページの一覧/「呼応」で始まるページの一覧）。 代わりにウィクショナリーのページ「呼応」が役に立つかもしれません。 |